# Тун, Элла
Э́лла Энн Тун (англ. Ella Ann Toone; родилась 2 сентября 1999, Тилзли, Уиган) — английская футболистка, атакующий полузащитник женской команды «Манчестер Юнайтед» и женской сборной Англии по футболу.

## Клубная карьера
Играла в молодёжных командах «Манчестер Юнайтед» и «Блэкберн Роверс». Летом 2016 года стала игроком «Манчестер Сити».
В 2018 году была номинирована на звание лучшего молодого игрока года в Англии среди женщин. Награду в итоге получила Бет Мид.
В июле 2018 года стала игроком женской команды «Манчестер Юнайтед» перед первым сезоном команды в профессиональном футболе. Она стала одной из семи футболисток, ранее выступавших в молодёжной академии «Манчестер Юнайтед» и вернувшихся в неё уже в качестве профессиональных игроков. 9 сентября забила свой первый гол в матче Чемпионшипа против «Астон Вилла Лейдис».

## Карьера в сборной
В 2016 году Тун сыграла за сборную Англии до 17 лет на чемпионате мира в Иордании.
17 октября 2017 года дебютировала за сборную Англии до 19 лет в матче отборочного турнира к чемпионату Европы против сборной Казахстана, забив два мяча. Всего в отборочном раунде забила 5 мячей.
В июне 2018 года была включена в шортлист из 35 футболисток сборной Англии до 20 лет для участия в чемпионате мира во Франции, но из-за травмы так и не сыграла в сборной.
В феврале 2021 года дебютировала за главную женскую сборную Англии.